# High-Speed Undersea Weapon
High-Speed Undersea Weapon (HSUW) — amerykański program badawczo-rozwojowy zmierzający do konstrukcji kierowanej broni podwodnej korzystającej w ruchu ze zjawiska superkawitacji. Program nakierowany jest na opracowanie szybkiej i szybko reagującej broni ZOP, przeciwtorpedowej oraz służącej do zwalczania jednostek nawodnych.